# Sphenotrochus (Eusthenotrochus) gilchristi
Sphenotrochus (Eusthenotrochus) gilchristi is een rifkoralensoort uit de familie van de Turbinoliidae. De wetenschappelijke naam van de soort is voor het eerst geldig gepubliceerd in 1904 door Gardiner.